# Амурский сельсовет (Амурская область)
Аму́рский сельсове́т — муниципальное образование со статусом сельского поселения в составе Белогорского района Амурской области.
Административный центр — село Амурское.

## История
19 января 2005 года в соответствии с Законом Амурской области № 419-ОЗ муниципальное образование наделено статусом сельского поселения.
Законом Амурской области от 6 мая 2014 года № 355-ОЗ, Возжаевский и Амурский сельсоветы объединены в Возжаевский сельсовет.

## Население
| 2002 | 2010  | 2011  | 2012  | 2013  | 2014  |
| ---- | ----- | ----- | ----- | ----- | ----- |
| 1345 | ↘1180 | ↘1172 | ↘1142 | ↘1105 | ↘1072 |

## Состав сельского поселения
| № | Населённый пункт | Тип населённого пункта       | Население |
| - | ---------------- | ---------------------------- | --------- |
| 1 | Амурское         | село, административный центр | ↘946      |
| 2 | Дубровка         | село                         | ↘62       |